# Högen (vid Lemlaxön, Pargas)
Högen är en ö i Finland. Den ligger i Skärgårdshavet och i kommunen Pargas i landskapet Egentliga Finland, i den sydvästra delen av landet. Ön ligger omkring 19 kilometer söder om Åbo och omkring 150 kilometer väster om Helsingfors.
Öns area är 6 hektar och dess största längd är 350 meter i öst-västlig riktning. I omgivningarna runt Högen växer i huvudsak barrskog. Närmaste större samhälle är Åbo, 19,4 km norr om Högen.